# بيتر غاردنر (مجدف)
بيتر غاردنر (بالإنجليزية: Peter Gardner)‏ هو مجدف بريطاني، ولد في 21 سبتمبر 1974.

## وصلات خارجية
- بيتر غاردنر على موقع الاتحاد الدولي للتجديف (الإنجليزية)
- بيتر غاردنر على موقع اللجنة الأولمبية الدولية (الإنجليزية)
- بيتر غاردنر على موقع أوليمبيديا (الإنجليزية)
- بيتر غاردنر على موقع اللجنة الأولمبية البريطانية (الإنجليزية)